# Guglielmo Tell

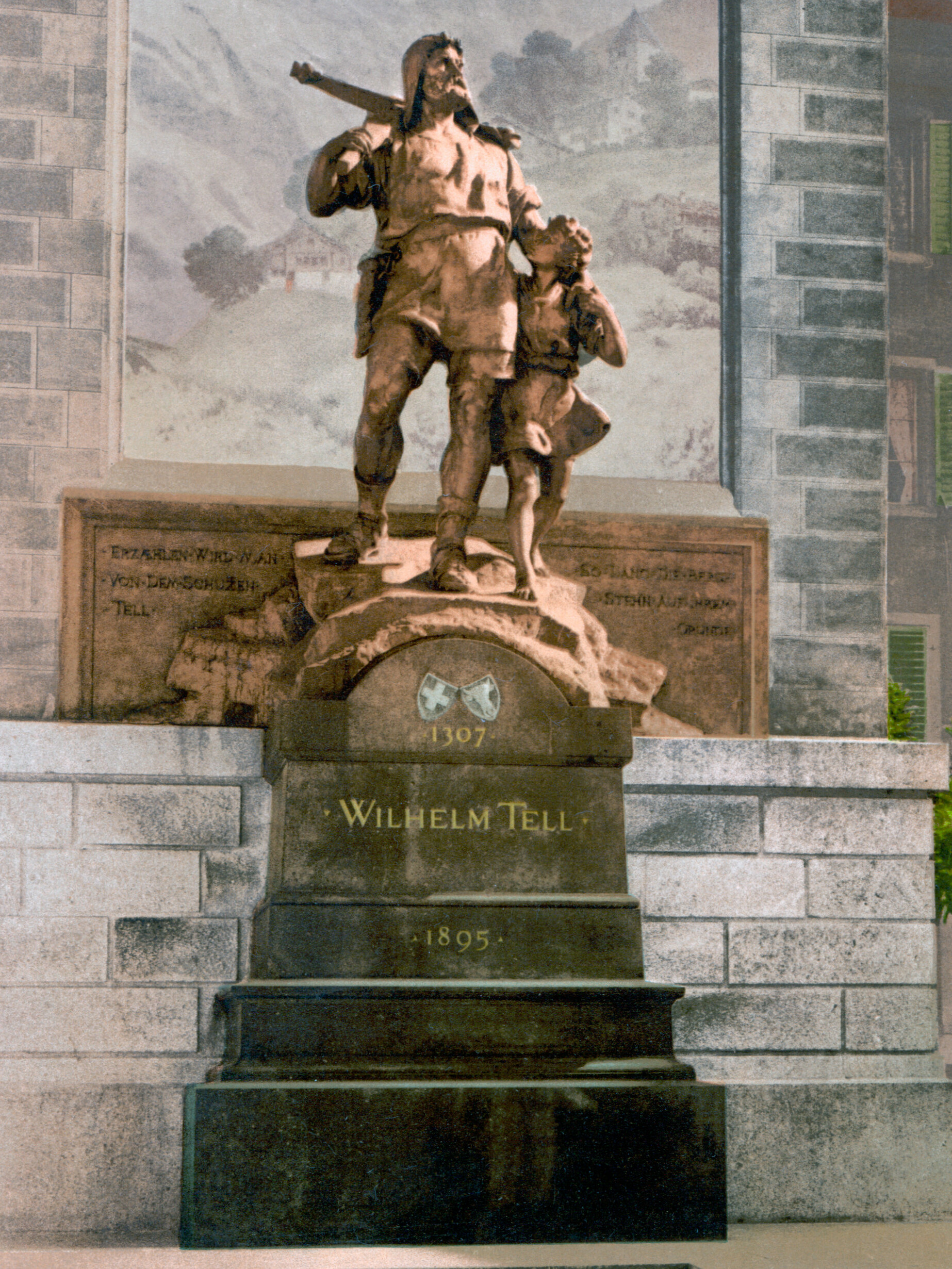
Monumento di Guglielmo Tell ad Altdorf

Guglielmo Tell (in tedesco Wilhelm Tell, /ˈvɪl.hɛlm tɛl/; in francese, Guillaume Tell; in romancio, Guglielm Tell) è un leggendario eroe svizzero che sarebbe vissuto tra la fine del XIII e il XIV secolo, la cui reale esistenza storica è ancora oggetto di disputa.

## Storia
Secondo la tradizione, il 1º agosto 1291 avvenne la liberazione della Svizzera originaria.  Secondo la leggenda, Guglielmo Tell nacque e visse a Bürglen, un borgo del Canton Uri, situato a ridosso del massiccio del San Gottardo. Tell, padre di famiglia e cacciatore abilissimo nell'uso della balestra, il 18 novembre 1307 si recò nel capoluogo cantonale Altdorf dove, trovandosi a passare per la pubblica piazza, ignorò il cappello imperiale fatto fissare in cima ad un'asta, alcuni mesi prima, dal balivo Albrecht Gessler, l'amministratore locale degli Asburgo. Il cappello, simbolo dell'autorità imperiale, doveva per legge essere riverito da chiunque ci passasse nelle vicinanze, pena la confisca dei beni o addirittura la morte. Siccome Tell non aveva riverito il cappello, si ritrovò nei guai. Il giorno dopo venne citato in piazza, dove - davanti a tutti - dovette giustificare il suo agire.
In cambio della vita, il balivo Gessler gli impose la terribile prova della mela che, posta sulla testa del figlioletto Gualtierino, avrebbe dovuto essere centrata dalla freccia della sua balestra. La prova riuscì a Tell ma, nel caso qualcosa fosse andato storto, Guglielmo aveva nascosto una seconda freccia sotto la giacca, pronta per il tiranno. Questo costò a Tell la libertà: egli venne arrestato e portato in barca verso la prigione di Küssnacht. Improvvisamente sul Lago dei Quattro Cantoni si scatenò una tempesta e i suoi carcerieri liberarono Tell, abile timoniere, per farsi aiutare. Arrivati vicino alla riva, a metà strada tra Altdorf e Brunnen, Tell con un balzo saltò dalla barca sulla riva e, con una possente spinta, rimandò l'imbarcazione verso il largo. Il terzo giorno, presso Küssnacht, nascosto dietro ad un albero ai lati della «Via cava» che dal Gottardo conduce a Zurigo, Tell si vendicò uccidendo Gessler.
Il popolo, venuto a conoscenza delle gesta di Tell, insorse assediando i castelli e cacciando per sempre i balivi dalle loro terre. Inoltre l'arciere avrebbe partecipato alla battaglia di Morgarten a fianco degli eserciti Confederati (Uri, Svitto e Untervaldo), conclusasi con la vittoria di questi ultimi contro gli Asburgo nel 1315. Guglielmo Tell visse nel rispetto e nell'ammirazione delle genti fino all'estate del 1354, quando, a causa di una tempesta, l'eroe elvetico sacrificò la sua vita per aiutare un bambino trascinato dal torrente Schächen in piena.

## Le testimonianze documentali
Il primo riferimento all'eroe leggendario appare in un manoscritto del 1470, il Libro bianco di Sarnen, compilato dal dotto cavaliere provinciale Hans Schriber per raccogliere cronache e dati storici sulla Confederazione Elvetica.
Un'altra fonte per le sue imprese è la Canzone della fondazione della Confederazione, composta da un poeta anonimo e pubblicata per la prima volta nel 1545, la quale racconta la nascita della Confederazione elvetica e cita l'impresa di Guglielmo Tell che, secondo questa fonte, sarebbe stato annegato nel lago di Lucerna dal malvagio Gessler. Ma l'opera più completa che presenta la storia di Tell è il Chronicon helveticum del 1550, opera dello storico Aegidius Tschudi. Lo storico precisa che Tell sarebbe morto annegato nel 1354, ma non perché uccise il balivo, bensì per salvare un bambino caduto nelle fredde acque del fiume Schächen. L'episodio è anche raffigurato in un affresco del 1582 conservato nella cappella di Bürglen, il villaggio del quale era originario Tell.

## Altre leggende simili
La Mitologia comparata individua nella leggenda di Guglielmo Tell dei riconoscibili precedenti, narrate nelle cronache e nelle saghe dei paesi nordici.
Tali paralleli non sono sempre ben accolti dalla popolazione svizzera: quando nel 1760 lo studioso Gottlieb Emanuel von Haller e il pastore Simeon Uriel Freudenberger pubblicarono Guglielmo Tell, una favola danese (in tedesco: Der Wilhelm Tell, ein dänisches Mährgen), una copia del libro fu bruciata nella pubblica piazza ad Altdorf, Von Haller andò sotto processo e dovette ritrattare per salvaguardare la propria vita.
- La Þiðrekssaga racconta le gesta di Egill, vissuto nel X secolo, abile arciere e fratello del fabbro Velent. Egill volle mettersi al servizio del re di Svezia Niðungr nella speranza di poter aiutare il fratello, prigioniero del sovrano. Niðungr, come prova, impone a Egill di colpire con una freccia una mela posta sul capo del figlio di tre anni. Egill prende non una, ma tre frecce, e colpisce la mela con la prima. Quando Niðungr chiede all'arciere perché abbia preso tre frecce invece di una, Egill risponde che, se avesse fallito il colpo, le altre due frecce sarebbero state destinate al sovrano. Niðungr apprezza la schiettezza dell'arciere e lo prende al proprio servizio.
- Nel Gesta Danorum Saxo Grammaticus narra dello jarl Palnatoke (detto Toko), capo-vichingo di Jomsborg, vissuto a fine del X secolo che si vantava troppo delle sue abilità di arciere. Re Aroldo I di Danimarca lo costrinse a colpire una mela posta sulla testa del figlio. Toko aveva deciso che, se avesse fallito il bersaglio, con una seconda freccia avrebbe ucciso il re, ma non riuscì nell'impresa e, forse per questo, finì imprigionato dal sovrano. Scappò poi dalla prigione e uccise il tiranno in un agguato.
- Risale all'XI secolo la storia norvegese di Eindridi (Eindriði Pansa), costretto da re Olaf il Santo a prendere di mira e colpire una tavola di argilla posta sulla testa del figlio.[9][10][11]
- Sempre dell'XI secolo, che narra del cacciatore Hemingr, norvegese, che accettò di battersi con un altro re, Harald III di Norvegia, in una serie di gare sportive. Lo sconfisse, il re s'infuriò e lo costrinse, per avere salva la vita, a colpire una nocciola posta sulla testa del proprio fratello più giovane. Hemingr centrò il frutto e poi, per rivincita, uccise il sovrano[12] in occasione della Battaglia di Stamford Bridge. Tale storia è narrata nella novella Hemings þáttr Áslákssonar conservata nella Orkneyinga saga del XIII secolo, ma è presente anche nella ballata norvegese-faroese Hemingen unge.[13]
- In ambito anglosassone, vi è la leggenda di Adam Bell e dei suoi compagni William di Cloudsley e Clym del Cloug, che presenta anche diverse analogie con quella relativa a Robin Hood, ma con alcune basi storiche nelle attività criminali delle cosiddette Folville gang e Coterel gang attive nel Midlands ad inizio XIV secolo.[14] Fuorilegge vissuti nella foresta di Inglewood presso Carlisle, anch'essi combattenti per la libertà del popolo contro un usurpatore, in una child ballata, la cui prima copia scritta pervenuta è del 1505, William di Cloudsley colpisce con una freccia una mela posta sulla testa del figlio a grande distanza.

## Influenza culturale

### Letteratura e teatro

Illustrazione di Gessler e Tell, 1880.

Importanti personalità artistiche hanno contribuito a rendere famosa la figura di Guglielmo Tell. Tra di essi, primo in assoluto, lo scrittore e poeta tedesco Friedrich Schiller ne descrisse le eroiche gesta nel dramma omonimo (Wilhelm Tell, 1804).
Dal dramma di Schiller, nel 1829 Gioachino Rossini compose il suo Guglielmo Tell. Quest'opera è stata molto importante per la Svizzera e gli Svizzeri; prova ne è il fatto che il clacson dei vecchi autopostali richiamava le prime note del Guglielmo Tell.
Una singolare rilettura del mito di Guglielmo Tell è quella fornita nel Guglielmo Tell per la scuola (Wilhelm Tell für die Schule) nel 1971 da Max Frisch, breve saggio costruito su un'interessante miscela di filologia e ironia, nel quale si reimmagina la vicenda dell'eroe nazionale svizzero, ponendo però al centro del racconto il balivo degli Asburgo e la sua impossibilità di comprendere il mondo di montanari primitivi, ostinati e silenziosi in mezzo ai quali si trova a svolgere i suoi compiti.
Guglielmo Tell, insieme alla Cappella di Tell a lui dedicata a Sisikon, viene citato più volte nel romanzo Tartarino sulle Alpi di Alphonse Daudet, come eroe ispiratore delle imprese esplorative del protagonista del racconto stesso (Milano, Oscar Mondadori, 1981, p.186 e pagg.194-196).

## Il personaggio nelle arti e nella cultura di massa

### Filmografia
- Guillaume Tell (1903) - film diretto da Lucien Nonguet
- Guglielmo Tell (1911) - film diretto da Ugo Falena
- William Tell (1924) - film diretto da Bryan Foy
- Guglielmo Tell (1948) - film diretto da Giorgio Pastina
- William Tell (1953) - film incompiuto diretto da Jack Cardiff
- Guglielmo Tell (2024) - film  diretto da Nick Hamm

#### Televisione
- Guglielmo Tell (The Adventures of William Tell) (1958-1959)
- Le nuove avventure di Guglielmo Tell (Crossbow) (1987-1989)

### Musica
- Guglielmo Tell, opera lirica del 1829 composta da Gioachino Rossini
- Chapelle de Guillaume Tell brano di apertura del Primo Libro degli Anni di pellegrinaggio di F.Liszt
- Nella canzone Addio Lugano bella, canzone folk riadattata ne "Il canzoniere anarchico " con Daniele Coccia
- Nella canzone Treno a vela di Lucio Dalla c'è una riproposizione della leggenda di Tell
- Il figlio di Guglielmo Tell, canzone dall'album Brèva e Tivàn di Davide Van De Sfroos

### Fumetti
- Nell'albo Topolino n. 1709, gli autori Disney Osvaldo Pavese e Guido Scala propongono una variante della leggenda del Guglielmo Tell dove è Paperino a sostituire l'eroe svizzero. La storia è chiamata appunto La Leggenda di Paper Tell.
- Nel manga Wolfsmund, di KUJI Mitsuhisa, compaiono come personaggi Wilhelm Tell e la sua famiglia: in questa versione, il padre muore poco dopo l'assassinio del balivo Gessler, ed è il figlio Walter a combattere a Morgarten in sua vece.
- Nel gioco di carte collezionabili Yu-Gi-Oh! è presente una carta mostro chiamata "D/D/D Tell re cecchino".